# Арена Национала
„Арена Национала“ (на румънски: Arena Națională) е многофункционален стадион в Букурещ, Румъния.
Той приема мачовете на националния отбор на Румъния, финала за Купата на Румъния, както и Суперкупата на Румъния. Финалът на Лига Европа през 2012 г. се провежда на новия стадион.
Построен е на мястото на бившия Национален стадион и е с категория 4 звезди на УЕФА.

## Построяване
Старият стадион е съборен между 18 декември 2007 и 20 февруари 2008 г., въпреки че символичното махане на седалки се провежда на 21 ноември 2007 г., след като Румъния побеждава Албания с 6 – 1 в квалификационен мач за Евро 2008.

## История
Стадионът първоначално се предвижда да бъде открит официално на 10 август 2011 г. с мач между отборите на Румъния и Аржентина. На 26 юли обаче Аржентина официално отменя приятелската среща, тъй като треньорът им бива уволнен. Така стадионът е открит на 6 септември 2011 с квалификационен мач от Група Г за Евро 2012 между Румъния и Франция. По време на срещата, тревата на терена бива повредена напълно за по-малко от 10 минути, доста неловко предвид сумата похарчена за стадиона. Мачът завършва 0 – 0 пред 49 000 души.